# 克氏腹链蛇
克氏腹链蛇（学名：Hebius clerki）是水游蛇科东亚腹链蛇属的一种，分布于印度东北部、缅甸北部及中国云南等地区。模式产地为缅甸森隆格巴。

## 保护
本种于2023年被收录入《有重要生态、科学、社会价值的陆生野生动物名录》。